# Aifric Keogh
Pour les articles homonymes, voir Keogh (homonymie).
Aifric Keogh, née le 9 juillet 1992 à Galway (Irlande), est une rameuse irlandaise, médaillée de bronze en quatre sans barreur féminin aux Jeux olympiques de 2020.

## Carrière
Aifric Keogh est médaillée de bronze en quatre sans barreur aux Championnats d'Europe d'aviron 2020 à Poznań et médaillée de bronze dans la même épreuve aux Championnats d'Europe d'aviron 2021 à Varèse.
Aux Jeux olympiques d'été de 2020 à Tokyo, elle fait partie de l'embarcation irlandaise en quatre sans barreur qui remporte la médaille de bronze.

## Vie privée
Elle étudie la microbiologie alimentaire à l'University College Cork.